# Álcool graxo
Álcoois graxos são álcoois alifáticos derivados de gorduras e óleos naturais (lipídios), originários de plantas, mas também sintetizados em animais e algas. Sua significância em nutrição e saúde tem historicamente sido negligenciada, e somente agora está sendo realizada, como são diretamente relacionados aos ácidos graxos, incluindo os bem documentados ácidos graxos ômega 3. As outras contrapartes são os aldeídos graxos.
Álcoois graxos usualmente tem regular número de átomos de carbono. A produção de ácidos graxos rende álcoois de cadeia normal—o grupo álcool (-OH) liga-se ao carbono terminal. Outros processos podem render iso-álcoois—onde o grupo álcool liga-se ao carbono no interior da cadeia de carbonos.
Podem ser obtidos do petróleo por meio do processo Alfol de síntese.

## Usos atuais e futuros
As menores moléculas são usadas em cosméticos e alimentos, e como solventes industriais. Algumas das maiores moléculas são simplesmente vistas como biocombustíveis, mas poucas pesquisas tem sido feitas desde 2006 a respeito de muita destes, e eles tem sido apresentados como tendo propriedades anticâncer, antivírus, antifúngica, anti-HIV, com uso potencial em medicina e suplementos alimentares.
Devido a sua natureza anfipática, álcoois graxos comportam-se como surfactantes não iônicos. Eles encontram uso como emulsificantes, emolientes e espessantes em cosméticos e indústria alimentícia.
Álcoois graxos são componentes comuns de ceras, principalmente como ésteres com ácidos graxos mas também como os próprios álcoois.